# Orbitale de l'atome d'hydrogène
 (janvier 2015).
On appelle orbitales de l'atome d'hydrogène, les solutions stationnaires de l'équation de Schrödinger de l'atome d'hydrogène.
À chaque état stationnaire correspond une énergie En ; mais à chaque niveau d'énergie, il y a n² orbitales, soit 2n² spin-orbitales.
L'orbitale (1s) a été amplement discutée dans l'article atome d'hydrogène.

## États stationnaires des couches L, M
Les autres valeurs propres et les autres états propres sont plus difficiles à calculer. 

### Niveaux d'énergie
Le spectre de l'hydrogène est connu avec une précision exceptionnelle ; il en est de même pour l'ion He+, et l'ion Li++, etc. que l'on forme assez facilement par spalliation.
Mais il faudra tenir compte de la variation de la masse réduite (cf. atome de Bohr, hydrogène de Pickering) ; et bien sûr du changement de e² en Ze², Z étant la charge du noyau. Le tracé expérimental de -E(Z,n).n²/Z², corrigé de la masse réduite et de légers effets relativistes (qui varient comme Z²) est assez fascinant de platitude, alors qu'on peut aller jusqu'à des n de l'ordre de 80, et Z de l'ordre de 15.
- Ici : placer ce tableau 3D (cf. thèse Paris-LKB):

D'autre part, pour l'atome ou ion à N électrons, on pourra comparer les niveaux d'énergie E(N,Z,n,l,m)/Z² pour le même N : ils sont assez analogues bien que le problème soit très différent (cf. atome à N électrons).
Enfin signalons le cas des atomes hydrogénoïdes (les alcalins ou ions qui y correspondent : le dernier électron, surtout s'il est excité, présente un spectre très analogue à celui de l'hydrogène, car les électrons des couches inférieures de symétrie sphérique, du fait du théorème de Gauss, écrantent la charge Z du noyau, ne laissant apparaître, surtout pour les orbitales de l= n-1, m=0, qu'une charge écrantée Z(effectif)= Z-(N-1) apparemment ponctuelle.
- Rappel : pour des Z élevés, les électrons dits de couche profonde de l'atome à N électrons, par exemple les électrons 1s, seront à des énergies très basses (-Z²x13,6 eV, soit pour Z =10, des énergies déjà 100 fois 13,6 eV): sachant que la chimie ne porte que sur des énergies au plus de qq dizaines d'eV, il apparaît déjà clair que ces électrons ne joueront aucun rôle en chimie. Seuls les électrons de valence interviendront ; et c'est bien là l'essentiel de ce que dit la classification périodique.

### Allure des orbitales
Il est extrêmement important de se représenter les orbitales {\displaystyle \Psi (r,\theta ,\phi ,n,l,m,Z,t)=\psi \cdot e^{-i{Et \over \hbar }}} comme "dépendantes du temps" , de façon stationnaire (en particulier la phase). Trop souvent, on voit des représentations de |{\displaystyle \psi }|² statiques, alors que dès que le moment cinétique L n'est pas nul, il y a une fluctuation du courant de probabilité, stationnaire certes, mais qui est bien là. 
Ne pas oublier aussi que [même pour les états  (ns)], l'énergie cinétique de l'électron délocalisé est la moitié de l'énergie électrostatique : il convient de se représenter mentalement le couple [densité électronique, phase électronique], couple qui sera si important en chimie quantique pour apparier les électrons : dans l'équation de Schrödinger sur le corps des complexes, on ne répètera jamais assez qu'il y a DEUX équations réelles couplées : l'une considère le module de psi, soit a, l'autre la phase, soit S/{\displaystyle \hbar } :Avec
| \| {\displaystyle \Psi (x,y,z,t)=ae^{i{S \over \hbar }}} \| |
| {\displaystyle \Psi (x,y,z,t)=ae^{i{S \over \hbar }}}       |

on aura :
| \| {\displaystyle {\partial a^{2} \over \partial t}+{\vec {\nabla }}\cdot \left({\frac {a^{2}\cdot {\vec {\nabla }}S}{m}}\right)=0} \| |
| {\displaystyle {\partial a^{2} \over \partial t}+{\vec {\nabla }}\cdot \left({\frac {a^{2}\cdot {\vec {\nabla }}S}{m}}\right)=0}       |

et
| \| {\displaystyle {\partial S \over \partial t}+{1 \over 2m}({\vec {\nabla }}S)^{2}+\left[V(x,y,z)-{\frac {\hbar ^{2}}{2m}}{\Delta a \over a}\right]=0} \| |
| {\displaystyle {\partial S \over \partial t}+{1 \over 2m}({\vec {\nabla }}S)^{2}+\left[V(x,y,z)-{\frac {\hbar ^{2}}{2m}}{\Delta a \over a}\right]=0}       |

- La première équation s'appelle la conservation de la densité électronique avec un courant de probabilité {\displaystyle {\vec {j}}=a^{2}{{\hat {P}} \over m}}.
- La deuxième équation s'appelle équation de l'eikonale de Schrödinger.

Et donc tout cela "bouge" de façon stationnaire, via des tirages au sort de probabilités stationnaires.
- Les calculs (assez ardus ?) montrent que les fonctions d'onde s'expriment en coordonnées polaires sous la forme :

| \| {\displaystyle \Psi _{n,l,m}(r,\theta ,\phi ,t)=R_{n,l}(r)\cdot P_{l,m}(\theta )\cdot e^{i[m\phi -{E_{n}t \over \hbar }]}} \| |
| {\displaystyle \Psi _{n,l,m}(r,\theta ,\phi ,t)=R_{n,l}(r)\cdot P_{l,m}(\theta )\cdot e^{i[m\phi -{E_{n}t \over \hbar }]}}       |

- {\displaystyle n} est le nombre quantique principal
- {\displaystyle l} est le nombre quantique azimutal
- {\displaystyle m} est le nombre quantique magnétique
- {\displaystyle k:=n-l+1} est le nombre de zéros de la fonction {\displaystyle S(r)=r\cdot R(r)} et s'appelle nombre quantique radial.

les fonctions {\displaystyle P_{l,m}(\theta )\cdot e^{im\phi }=Y_{l,m}} sont les harmoniques sphériques.
Dans ce cas, chaque fonction d'onde individuellement donnera une vision simplifiée : le courant {\displaystyle {\vec {j}}} sera nul, mais pas son carré ! (on voit donc combien il faut se méfier en mécanique quantique des analogies rapides) : il y a fluctuation de la quantité de mouvement (cf principe d'incertitude). 
D'autre part, il n'y a pas de "gelée électronique" représentant peu ou prou l'électron délocalisé, même s'il est éminemment utile de tracer les orbitales chimiques.
Enfin, l'équation de l'eikonale se réduit simplement à ce qu'on appelle l'équation de Schrödinger stationnaire:
| \| {\displaystyle -{\hbar ^{2} \over 2m}\Delta \psi -{e^{2} \over r}\psi =E\psi } \| |
| {\displaystyle -{\hbar ^{2} \over 2m}\Delta \psi -{e^{2} \over r}\psi =E\psi }       |

Lors de l'hybridation des orbitales, il conviendra de reprendre ces calculs : la linéarité sur le corps des complexes produit des termes d'interférence constructive et destructive, si caractéristiques de la chimie quantique. [une orbitale hybridée est superbement représentée dans l'article atome ].
.

### Représentation des harmoniques sphériques
- La représentation des harmoniques sphériques est excellemment faite dans ce lien.

On pourrait essayer une représentation (cf. White 1935), si possible de façon dynamique !
- Une fois bien saisie la forme des Ylm et leur symétrie, la deuxième chose dont on doit se souvenir est qu'en gros la théorie de Bohr est satisfaite via les R(r).

### Variance de la position
On peut rappeler plus précisément : 
moyenne de 1/r = Z/n², indépendante de l, c'est la dégénérescence "accidentelle" déjà vue.
variance(1/r) = Z²/n⁴ [{\displaystyle {1 \over l+1/2}-{1 \over n}}]. 
Donc la variance relative est grande pour les états s, mais pour les états de Rydberg décroît comme ~ 1/2n², soit pour n = 60, inférieure à 2.10^(-4) et les Y(n-1, m) donnent pour une "bonne combinaison", une bonne localisation en thêta = 90° et en phi(t) : en gros, le paquet d'ondes qui représente l'électron délocalisé n'est pas si délocalisé que cela, et on retrouve assez bien l'image classique de Bohr; mais cela ne dure pas: le paquet d'ondes s'étale.
Cela dit : 
moyenne de r : 1/2Z . [3n²-l(l+1) ] : un électron s (l=0) est beaucoup plus « loin » et plus "proche" du noyau qu'un électron de Rydberg (l = n-1). Cela n'a rien de paradoxal si l'on pense à une comète, et en mécanique quantique à la délocalisation de l'électron. D'ailleurs,
moyenne de r² : 1/2Z² . n²[5n²+1-3l(l+1)]
On voit donc que la variance d'un électron s est n⁴/4, la variance relative est 1/9 ~ 11 % : c'est énorme, compte tenu de la taille de r(n) = n².r(1) : Si l'on imagine cela pour toutes les planètes, il y aurait un gros grabuge dans le système solaire. Dans l'atome, il faut bien s'imaginer que si n= 3 ou n= 4, un électron s pénètre beaucoup dans les couches profondes (il correspondrait à une comète en mécanique céleste), et va donc interagir avec celles-ci : cette question devra être examinée soigneusement dans le cas de l'atome à N électrons.
Au contraire, pour un électron de Rydberg :  
variance(r) = 1/4Z² .[n²(n+2) - l²(l+1)²] soit avec l= n-1: [2n³+n]
donc une variance relative en ~ 1/2n.
- Remarque : la valeur moyenne de 1/r³ se trouve astucieusement reliée à celle de 1/r² : Z/r² - l(l+1)/r³ =0, en moyenne.
- Remarque : les relations de Pasternak donnent toutes les valeurs moyennes de r^p, p entier.

### Couche L
Elle comprend une orbitale (2s) sphérique et 3 orbitales (2p)
en "larmes d'eau" : voir harmonique sphérique
- orbitales 2p : k=15

figure ici
- orbitales 2s : k=12

à symétrie sphérique
figure ici

### Couche M
Elle comprend une orbitale (3s) sphérique, et 3 orbitales (3p) en larmes d'eau scindées une fois, et 5 orbitales (3d), l'une à symétrie de révolution la 3d(z²-3r²), et 4 en trèfle à 4 lobes : 3d(xy), 3d(yz), 3d(zx) et 3d(x²-y²).
Voir harmonique sphérique.
- orbitale 3d de révolution :k=1230

figure ici
- orbitale 3d(xy):k=1010

figure ici
les 3 autres orbitales s'en déduisent par symétrie.
- orbitale 3p :k=1

en larmes d'eau scindées une fois 
figure ici
- orbitale 3s, sphérique, scindées deux fois: k=2

figure ici.
Tout cela est aussi valable pour les espèces iso-électroniques, comme l'ion borique B3+, à condition de changer e^2 en Z.e^4.

## Autres couches
Pour être vraiment encyclopédique, il faudrait aussi évoquer les couches de numéro n supérieur.

## État stationnaire d'énergie positive
ébauche
Si l'énergie E est positive, l'état de l'électron de n'est plus lié. On parle d'état de diffusion. La représentation {p} est plus appropriée, mais les calculs utilisent vraiment cette fois la fonction hypergéométrique. Landau fait tous les calculs.